# 瑞洛斯
瑞洛斯（法語：Julos，法語發音：[ʒylɔs]）是法国上比利牛斯省的一个市镇，属于阿热莱斯加佐斯特区。

## 地理
瑞洛斯（43°7'18"N, 0°0'19"E）面积5.86 平方千米，位于法国奧克西塔尼大區上比利牛斯省，该省份为法国西南部内陆省份，北至热尔省，西接大西洋比利牛斯省，南与西班牙接壤，东临上加龙省。
与瑞洛斯接壤的市镇（或旧市镇、城区）包括：阿沃朗、阿代、巴里、布雷阿克、莱济尼昂、盧爾德、奥兰克勒、帕雷阿克。
瑞洛斯的时区为UTC+01:00、UTC+02:00（夏令时）。

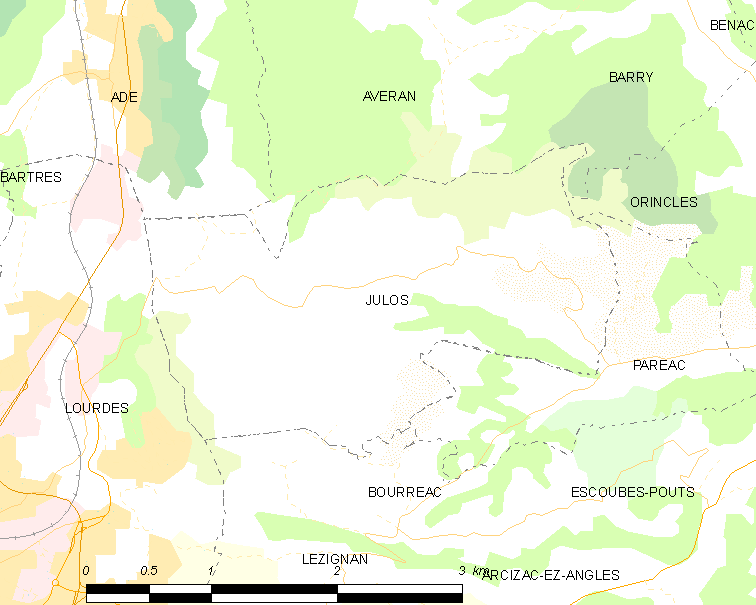
瑞洛斯的OSM定位图

## 行政
瑞洛斯的邮政编码为65100，INSEE市镇编码为65236。

## 政治
瑞洛斯所属的省级选区为卢尔德第二县。

## 人口

1962-2008年间瑞洛斯人口变化图示

瑞洛斯于2022年1月1日时的人口数量为457人。